# Бояново (област Ямбол)
 За другото българско село вижте Бояново (Област Видин).  
Бояново е село в Югоизточна България. То се намира в община Елхово, област Ямбол.

## География и транспорт
През селото минава автобусна линия Ямбол – Бояново – Борисово. Железопътната гара Бояново, на 2,6 km западно от центъра на селото, не функционира от 2002 г., когато жп линията Ямбол – Елхово е закрита.

## История
Счита се, че село Бояново е основано през 1796 г., когато жителите на съседните две села Мурсатлий и Демирджелий започнали да строят къщи в землището му. За име на селото остава Мурсатлий, то наброява 19 къщи и към 200 жители. Причините за обединяване на двете села са няколко. На първо място се счита, че хората се защитавали по-лесно от честите нападения на кърджалиите, които по тогавашното време са грабели на поразия. Освен това на новото място имало изобилие от вода. Третата причина, която има най-много привърженици е, че по този начин хората избягали от чумата, налетяла двете села.
Името Мурсатлий има дълга история. По време на османската власт около 1550 г. в днешната местност „Аи дере“, която се намира на 2 км източно от селото по посока на с. Жребино, турците са имали конезавод. Там се отглеждали и развъждали прочутите за тогавашното време масърски атове или египетски жребци. Името на селото води началото си от името на конезавода – Масъртаглий. С течение на времето то се е променило в Мурсатлий.
През 1931 г. между Елхово и Ямбол е построена жп линия и Мурсатлий се сдобива с гара, кръстена на инженера, построил жп станцията – Гара Бояново. Когато през 1934 г. излиза закон за преименуването на всички селища с турски имена, учителският колектив на селото решава да поиска от комисията селото да приеме името на гарата. И така от 1934 г. селото се нарича Бояново.
В първите години след Освобождението от османска власт са дошли 8 – 10 семейства от Лозенград, които били наречени „лозенградлии“. През 1913 г. след Балканската война населението на селото се увеличава с около 40 семейства, бежанци от Одрин но от страх, че турците ще продължат настъплението си, те се настаняват в околностите на град Сливен. Турците спират на старата граница и побягналото население се завръща в Бояново. Третият прираст датира от 1925 – 1926 г., когато в Бояново идват около 30 семейства от Гюмюрджийско (Гърция), които получават от държавата жилища и по 35 дка обработваема земя.
Основен поминък на първите жители на селото са били земеделието и скотовъдството. Основните земеделски култури са били пшеница, ечемик, царевица. По-късно се засява и фий, памук, слънчоглед и ориз.
Първото училище в Бояново е открито през ноември 1863 г. като малка стаичка към църквата на селото. Занятията са водели там до 1935 г., когато било построено сегашното школо. Селото се сдобива с читалище на 17 октомври 1926 г., а през 1961 г. започва строеж на нова читалищна сграда с театрален салон и библиотека. През 1957 г. в с. Бояново е основан селскостопански техникум.
В близост до селото има военен район. През 1949 г. там е дислоциран 50-и зенитен артилерийски полк като под. 65720. След това поделението приема номер 38220. През 1987 г. е закрито.

## Обществени институции
- Основно училище „Паисий Хилендарски“ – защитено средищно училище, в което се обучават ученици от I до VII клас, в маломерни и слети паралелки от селата Бояново, Жребино и Борисово.
- Професионална гимназия по механизация на селското стопанство „Ернесто Че Гевара“ – приема ученици след завършен VII клас по професия „Фермер“, специалност „Земеделец“ със срок на обучение 5 години и по професия „Монтьор на селскостопанска техника“ със специалност „Механизация на селското стопанство“ с прием след VIII клас и срок на обучение 4 години.
- Читалище „Светлина“, основано през 1926 г.
- Гарнизонен военен клуб (от края на 2015 г. не функционира)
- Футболен отбор, основан през 1971 г.

## Културни и природни забележителности
- Паметник на загиналите във войните бояновци
- Паметник на Атанас Недялков
- Бялата чешма
- Горчивата чешма

## Редовни събития
- Общоселски събор – провежда се първата неделя на месец юни
- Общински Кукерски празник – провежда се ежегодно в с. Бояново, откъдето е и една от най-добрите кукерски групи на България

## Други

### Галерия
- Село Бояново
- Бялата чешма
- Паметник на Атанас Недялков
- Кметството в с. Бояново
- Читалище „Светлина“